# ایلیه ناستاسه
 ایلیه ناستاسه (انگلیسی: Ilie Năstase؛ زاده ۱۹ ژوئیهٔ ۱۹۴۶) یک تنیس‌باز اهل رومانی است.